# Breviceps sylvestris
Breviceps sylvestris é uma espécie de anfíbio da família Microhylidae.
É endémica da África do Sul.
Os seus habitats naturais são: florestas temperadas, campos de gramíneas de clima temperado e jardins rurais.
Está ameaçada por perda de habitat.